# Zahorze (folwark w sielsowiecie Ciecierki)
Zahorze – dawny folwark. Tereny, na których leżał, znajdują się obecnie na Białorusi, w obwodzie witebskim, w rejonie brasławskim, w sielsowiecie Przebrodzie.

## Historia
W czasach zaborów w gminie Przebrodź, w powiecie dzisieńskim, w guberni wileńskiej Imperium Rosyjskiego.
W latach 1921–1945 folwark leżał w Polsce, w województwie wileńskim, w powiecie dziśnieńskim, od 1926 roku w powiecie brasławskim, w gminie Przebrodzie.
Powszechny Spis Ludności z 1921 roku nie podał danych dotyczących miejscowości. W 1931 w 3 domach zamieszkiwało 20 osób.
Wierni należeli do parafii rzymskokatolickiej i prawosławnej w Ikaźni. Miejscowość podlegała pod Sąd Grodzki w Brasławiu i Okręgowy w Wilnie; właściwy urząd pocztowy mieścił się w Przebrodziu.